# Pala de rentar

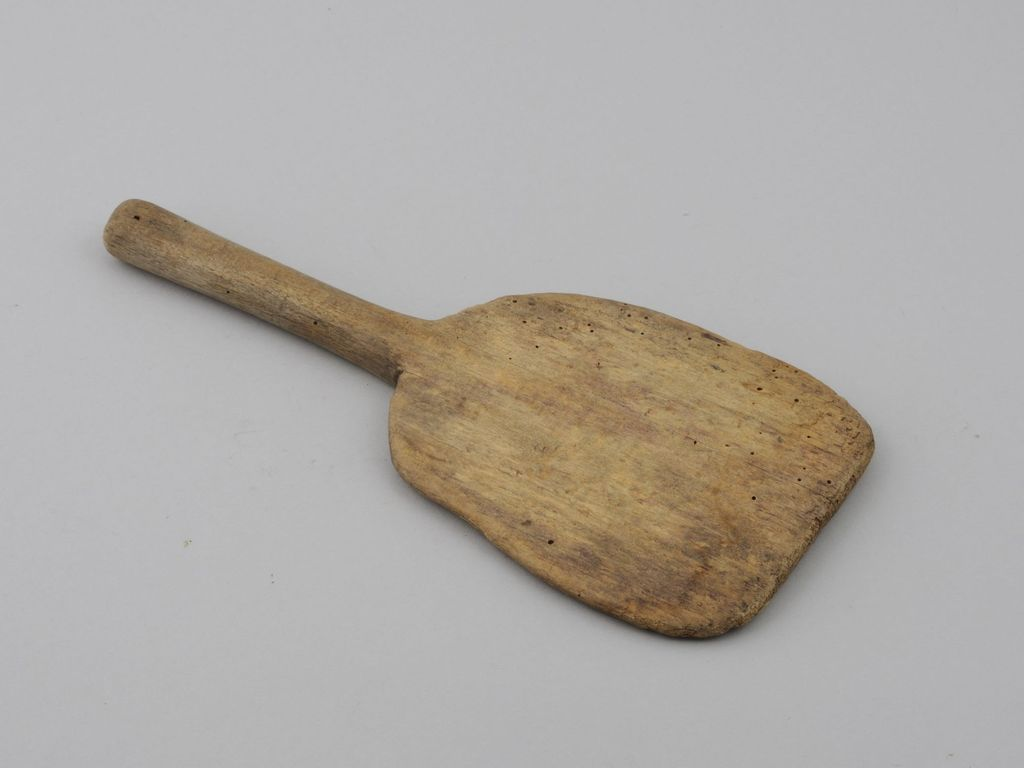
Pala de rentar (picar) la roba

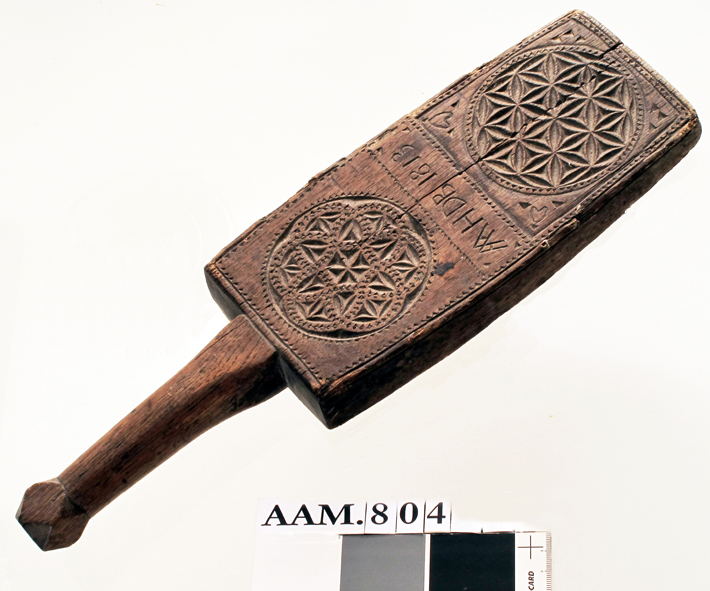
Antiga pala de picar la roba

La pala de rentar (la roba), picador,  batedor o maçó és un estri fet de fusta, amb forma de pala de forner, però amb el mànec curt, que s'emprava antigament per a rentar la roba a mà, es feia servir picant la roba per fer-ne sortir la brutícia, contra una  fusta de rentar, o contra lloses llises existents al mateix safareig.
Això es solia fer en el safareig públic, de manera que cada dona duia la seva fusta de rentar estriada i la pala de rentar amb la qual colpejaven la roba un cop ensabonada. Les dones anaven a rentar al safareig amb els seus cistells plens de roba bruta, la seva banqueta per protegir els genolls i les peces de sabó fetes a casa seva.
S'emprava conjuntament amb una fusta de rentar feta usualment amb un marc de fusta rectangular que portava muntats en la part interior una sèrie de relleus o ondulacions per fregar o atupar la roba ensabonada; aquests relleus podien ser de fusta o de metall.